# La Capelle-lès-Boulogne
La Capelle-lès-Boulogne és un municipi francès, situat al departament del Pas de Calais i a la regió dels Alts de França.